# Wilhelm Bärwinkel
Max Wilhelm Bärwinkel (* 5. Juli 1880 in Arnstadt; † 18. November 1969 in Jena) war ein sozialdemokratischer Politiker.

## Familie
Wilhelm Bärwinkel war der Sohn des Bäckermeisters Andreas Wilhelm Bärwinkel und dessen Frau Beate Friederike Louise Nöckel. Wilhelm Bärwinkel, der zunächst evangelisch-lutherischen Glaubens war und später aus der Kirche austrat, heiratete am 16. April 1905 in Georgenthal Johanne Auguste Pröschold (* 25. Januar 1883 Georgenthal; † unbekannt), die Tochter des Meisters Bernhard Hermann Pröschold.

## Leben
Wilhelm Bärwinkel besuchte 1886 bis 1894 die Volksschule in Arnstadt und machte 1894 bis 1898 eine Kürschnerlehre bei der Firma Bachmann in Arnstadt. 1898 bis 1900 war er Kürschnergehilfe auf Wanderschaft, bevor er vom 1. Oktober 1900 bis zum 30. September 1901 seinen Militärdienst beim Infanterieregiment 71 leistete. Von Oktober 1900 bis zum 30. Juni 1908 arbeitete er als Kürschnergehilfe bei der Firma Bachmann in Arnstadt.
Ab dem 1. Juli 1908 war er Arbeitersekretär beim Gewerkschaftskartell in Arnstadt. 1914 bis 1918 war er Kriegsteilnehmer, davon zwei Jahre als Landwehrmann an der Front. Danach kehrte er bis April 1919 in seine Stelle als Arbeitersekretär zurück.
Zwischen dem 1. Februar 1921 und dem 30. April 1924 war er Ministerialdirektor im Thüringischen Wirtschaftsministerium. Ab dem 1. Dezember 1926 war er Leiter für Arbeiter- und Wohlfahrtsfragen bei der Aktiengesellschaft „Obere Saale“ beim Bau der Saaletalsperren, bevor er am 1. Oktober 1928 Direktor des Arbeitsamts Suhl wurde. Mit der Machtergreifung der Nationalsozialisten wurde er 1933 gemäß dem „Gesetz zur Wiederherstellung des Berufsbeamtentums“ entlassen. Bis November 1934 war er arbeitslos und zwischen dem 19. November 1934 und dem 1. Juli 1945 als Lohnbuchhalter bei der Fa. Dyckerhoff und Widmann in Jena tätig.

## Politik
1905 trat er der SPD bei. Zwischen 1917 und 1922 war er Mitglied der USPD. 1922 war er nach dem Vereinigungsparteitag von SPD und USPD wieder Mitglied der SPD. Ab Mitte der 1890er Jahre war er einer der führenden SPD-Vertreter im Raum Arnstadt. 1914 wurde er Mitglied des SPD-Landesvorstands Schwarzburg-Sondershausen.
Ab 1903 war er Gewerkschaftsmitglied im Kürschnerverband. Zwischen 1906 und 1913 war er Vorsitzender des Gewerkschaftskartells in Arnstadt. 1918 wurde er zum Vorsitzenden des Hauptvorstandes des Kürschnerverbands gewählt, trat diesen Posten jedoch nicht an und ließ sich stattdessen vertreten; nach dem Krieg nahm er ebenfalls „davon Abstand, seinen Posten als Verbansvorsitzender anzutreten“. Von 1910 bis 1914 war er Mitglied des Gemeinderats in Arnstadt.
Nach der Novemberrevolution wurde Bärwinkel am 9. November 1918 Mitglied des Arbeiter- und Soldatenrats Arnstadt, dem er bis zur Auflösung 1919 angehörte.
Vom 16. September 1912 bis 1919 war er Mitglied des Schwarzburg-Sondershäuser Landtags. Auch dem ersten nach der Novemberrevolution 1919 gewählten Landtag des Freistaates Schwarzburg-Sondershausen bzw. der Gebietsvertretung Sondershausen gehörte er bis zu dessen Auflösung am 10. Februar 1921 an. Vom 25. Februar bis zum 1. April 1919 war er Landtagspräsident. Vom 20. Juni 1920 bis zum 14. Dezember 1923 war er auch Mitglied des Thüringer Landtags für den Wahlkreis Freistaat Schwarzburg-Sondershausen bzw. Gebiet Sondershausen.
1919 und 1928 kandidierte er erfolglos für den Reichstag in den Wahlkreisen 36 (Thüringen) bzw. 12 (Thüringen).
Als nichbeamtetes Mitglied des Ministeriums des Freistaats Schwarzburg-Sondershausen vom 1. April 1919 bis 16. Dezember 1919 und als Mitglied des Ministeriums (als sog. Volksminister beamtet, zuständig für Inneres) bzw. der Gebietsregierung Sondershausen vom 16. Dezember 1919 bis 31. Januar 1921 gehörte er der Regierung Schwarzburg-Sondershausens an. Vom 14. Juli 1919 bis zum 12. November 1920 war er auch Mitglied des Staatsrats von Thüringen als Vertreter des Freistaats Schwarzburg-Sondershausen.

## Nach dem Zweiten Weltkrieg
Nach dem Zweiten Weltkrieg wurde er am 5. Juli 1945 als Nachfolger des abgesetzten Alfred Crimmann (auf Vorschlag von Regierungspräsident Dr. Hermann Louis Brill von Anfang Juni 1945) zum Landrat in Arnstadt ernannt. Bereits am 1. Oktober 1945 wurde er aufgrund einer Verfügung der Sowjetischen Militär-Administration Thüringen Nr. 957 wegen „Sabotage der Maßnahmen der Militärverwaltung“ als Landrat entlassen. Die Vorwürfe lauteten, bei der Durchführung der „Bodenreform“ in den Domänen Griesheim, Ichtershausen und Molsdorf nicht den Vorgaben gefolgt zu sein. Vom 15. November 1945 bis 31. Dezember 1948 war er als Regierungsrat Referent für das Haushaltswesen im Landesamt für Land- und Forstwirtschaft in Weimar.